# Modelo de negocios de cebo y anzuelo
El modelo del cebo y el anzuelo (también llamado el de los productos atados) es un modelo de negocios consistente en ofrecer un producto básico a un precio muy bajo, a menudo con pérdidas (el cebo) y entonces cobrar precios excesivos por los recambios o productos o servicios asociados (el anzuelo).
El modelo de negocio llamado cebo y anzuelo (con los productos o la maquinilla de afeitar y cuchillas o relacionados) hizo su aparición a principios del siglo XX. Se trata de vender un producto a un precio muy modesto, a veces incluso perdiendo dinero (de ahí el nombre de cebo), entonces el cargo o precios son muy altos para la compra de repuestos o todos los productos o servicios ( el gancho). Existen numerosos ejemplos, como hojas de afeitar y cuchillas de recambio, los teléfonos móviles y paquetes, cámaras e impresoras.
Una variante de este modelo es el que utilizan las empresas que ofrecen software gratuito para leer archivos en un determinado formato y venden el software para crear archivos en ese mismo formato.